# Absolutely Live (Toto)
Absolutely Live, del 1993, è un album dal vivo dei Toto.

## L'album
Dopo la morte di Jeff Porcaro, i Toto sono sul punto di sciogliersi, ma decidono di proseguire perché un abbandono non avrebbe riportato Jeff in vita. Al suo posto viene quindi ingaggiato Simon Phillips, che nel giro di sei settimane preparerà la scaletta del Kingdom of Desire Tour. I concerti di questo tour si chiuderanno abitualmente con la reinterpretazione dei Beatles di With a Little Help from My Friends, ma nella versione di Joe Cocker.

## Tracce
1. Hydra (D. Paich, S. Porcaro, J. Porcaro, S. Lukather, B. Kimball, D. Hungate) - voce: David Paich - 7:44
2. Rosanna (D. Paich) - voce: Steve Lukather e John James - 8:25
3. Kingdom of Desire (D. Kortchmar) - voce: Steve Lukather - 8:02
4. Georgy Porgy (D. Paich) - voce: Steve Lukather e Jenny Douglas-McRae - 3:45
5. 99 (D. Paich) - voce: Steve Lukather - 3:01
6. I Won't Hold You Back (S. Lukather) - voce: Steve Lukather - 2:09
7. Don't Stop Me Now (S. Lukather, D. Paich) - (strumentale) - 2:35
8. Africa (D. Paich, J. Porcaro) - voce: David Paich - 6:11
9. Don't Chain My Heart (D. Paich, J. Porcaro, S. Lukather, M. Porcaro) - voce: Steve Lukather - 7:21
10. I'll Be Over You (S. Lukather, D. Paich) - voce: Steve Lukather - 5:38
11. Home of the Brave (D. Paich, S. Lukather, J. Webb, J. Williams) - voce: David Paich & Donna McDaniels - 7:07
12. Hold the Line (D. Paich) - voce: Jenny Douglas-McRae - 10:44
13. With a Little Help From My Friends (P. McCartney, J. Lennon) - voce: Steve Lukather - 10:08

## Formazione
- David Paich - tastiere e voce
- Steve Lukather - chitarre e voce
- Mike Porcaro - basso
- Simon Phillips - batteria e percussioni

### Altri musicisti
- Chris Trujillo - percussioni
- Jenny Douglas-Mcrae - voce
- John James - voce
- Donna McDaniels - voce
- John Jessel - tastiere e voce